# Les assassines
Les assassines (títol original en anglès, Assassins) és un documental estatunidenc del 2020, dirigit i produït per Ryan White, que tracta sobre l'assassinat de Kim Jong-nam i de les dues assassines que van ser enganyades. S'ha doblat al català per a TV3, que va emetre'l per primer cop el 9 de juliol de 2024 al programa Nits sense ficció.
La pel·lícula es va projectar per primer cop al Festival de Cinema de Sundance el 26 de gener de 2020. Poc després, Magnolia Pictures va adquirir els drets de distribució de la pel·lícula. A causa de la temàtica, l'empresa es va enfrontar a diferents problemes per distribuir-la. Magnolia va optar per estrenar el film a escala internacional i Hulu va adquirir els drets de la pel·lícula abans de desdir-se'n. El setembre de 2020, Greenwich Entertainment va adquirir-ne els drets de distribució als Estats Units. Es va estrenar l'11 de desembre de 2020. El juny de 2021, Les assassines va rebre l'estatus de pel·lícula d'art després d'un rebuig inicial del Korean Film Council el maig de 2021.